# Batrachidea
Batrachidea is een geslacht van rechtvleugeligen uit de familie doornsprinkhanen (Tetrigidae). De wetenschappelijke naam van dit geslacht is voor het eerst geldig gepubliceerd in 1838 door Serville.

## Soorten
Het geslacht Batrachidea omvat de volgende soorten:
- Batrachidea flavonotata Bolívar, 1887
- Batrachidea inermis Hebard, 1923
- Batrachidea macella Grant, 1956
- Batrachidea mucronata Saint-Fargeau & Serville, 1825
- Batrachidea vesca Grant, 1956